# Comyops striaticollis
Comyops striaticollis là một loài ruồi trong họ Tachinidae.